# Liste bedeutender Psychologen
In der Wissenschaft der Psychologie anerkannte und bedeutende Psychologinnen und Psychologen mit Artikeln in der deutschsprachigen Wikipedia werden hier aufgeführt. Bedeutung wird z. B. an der Begründung einer Schule oder Theorie mit namhaften Anhängern, dem Verfassen eines epochalen Werkes oder der Leitung eines innerhalb der Psychologie herausragenden Institutes festgemacht.
Zum Auffinden aller (relevanten) Psychologen siehe Kategorie:Psychologe, dies hier soll kein Professorenverzeichnis für Psychologie sein.
Vorwiegend als Psychotherapeuten bekannte Personen sind in der Liste bedeutender Psychotherapeuten enthalten.

## A
- Narziß Ach
- Alfred Adler
- Mary Ainsworth
- Gustav Johannes von Allesch
- Gordon Allport
- John R. Anderson
- Heinz Ludwig Ansbacher
- Magda B. Arnold
- Wilhelm Karl Arnold
- Elliot Aronson
- Solomon Asch
- John William Atkinson

## B
- Robert Freed Bales
- James Mark Baldwin
- Paul B. Baltes
- Albert Bandura
- Aaron T. Beck
- Leonard Berkowitz
- Daryl Bem
- Friedrich Eduard Beneke
- George Berkeley
- Bruno Bettelheim
- Alfred Binet
- Niels Birbaumer
- Ernst E. Boesch
- Karl Bonhoeffer
- Gordon H. Bower
- John Bowlby
- Elmar Brähler
- Jürgen Bredenkamp
- Franz Brentano
- Donald Broadbent
- Urie Bronfenbrenner
- Roger Brown
- Jerome Bruner
- Charlotte Bühler
- Karl Bühler
- Cyril Burt
- David Buss

## C
- Donald T. Campbell
- Walter Bradford Cannon
- Friedrich August Carus
- James McKeen Cattell
- Raymond Bernard Cattell
- Noam Chomsky
- Ludwig Ferdinand Clauß
- Ruth Cohn
- Suzanne Corkin
- Catharine Cox Miles
- Lee Cronbach
- Mihály Csíkszentmihályi

## D
- John M. Darley
- Morton Deutsch
- Dietrich Dörner
- Martin Dornes
- Rudolf Dreikurs
- Heinrich Düker
- Robin Dunbar
- Karl Duncker
- David Dunning

## E
- Hermann Ebbinghaus
- Paul Ekman
- Daniil Borissowitsch Elkonin
- Albert Ellis
- Milton H. Erickson
- Erik H. Erikson
- John E. Exner
- Hans J. Eysenck

## F
- Jochen Fahrenberg
- Gustav Theodor Fechner
- Leon Festinger
- Klaus Fiedler
- Peter Fiedler
- Kurt W. Fischer
- Peter Fonagy
- Viktor E. Frankl
- Anna Freud
- Sigmund Freud
- Erich Fromm
- Erika Fromm

## G
- Franz Josef Gall
- Francis Galton
- John Garcia
- Howard Gardner
- Eugene T. Gendlin
- Eleanor J. Gibson
- James J. Gibson
- Gerd Gigerenzer
- Daniel Goleman
- Irving Gottesman
- Kurt Gottschaldt
- Carl Friedrich Graumann
- Klaus Grawe
- Richard Green
- Arno Gruen
- Jürgen Guthke

## H
- Winfried Hacker
- Jonathan Haidt
- Jay Haley
- Harry F. Harlow
- Judith Rich Harris
- Donald O. Hebb
- Heinz Heckhausen
- Fritz Heider
- Johannes Helm
- Mary Henle
- Johann Friedrich Herbart
- Theo Herrmann
- Richard Herrnstein
- Ernest R. Hilgard
- Peter R. Hofstätter
- Klaus Holzkamp
- Karen Horney
- Clark L. Hull

## I
- Gustav Ichheiser
- Bärbel Inhelder
- Martin Irle

## J
- Marie Jahoda
- William James
- Kay Redfield Jamison
- Lutz Jäncke
- Pierre Janet
- Irving Janis
- Arthur Janov
- Joseph Jastrow
- Julian Jaynes
- Arthur Jensen
- Philip Johnson-Laird
- Ernest Jones
- Carl Gustav Jung

## K
- Gustav Kafka
- Jerome Kagan
- Daniel Kahneman
- Frederick Kanfer
- Gaetano Kanizsa
- Anitra Karsten
- David Katz
- Harold H. Kelley
- Otto F. Kernberg
- Walter Kintsch
- Melanie Klein
- Friedhart Klix
- Kurt Koffka
- Kurt Kohl
- Lawrence Kohlberg
- Ivo Kohler
- Wolfgang Köhler
- Hans-Joachim Kornadt
- Ernst Kretschmer
- Jürgen Kriz
- Oswald Kroh
- Felix Krueger
- Julius Kuhl
- Oswald Külpe
- Fritz Künkel

## L
- Jacques Lacan
- Alfried Längle
- Ellen Langer
- Karl S. Lashley
- Richard Lazarus
- Timothy Leary
- Ursula Lehr
- Alexej Nikolajewitsch Leontjew
- Philipp Lersch
- Erwin Levy
- Kurt Lewin
- Gustav A. Lienert
- Marsha M. Linehan
- Jane Loevinger
- Elizabeth Loftus
- Konrad Lorenz
- Friedrich Lösel
- Abraham S. Luchins
- Elisabeth Lukas
- Helmut Lukesch
- Alexander R. Lurija

## M
- Eleanor E. Maccoby
- Karl Marbe
- Abraham Maslow
- David McClelland
- Paul E. Meehl
- Richard Meili
- Fabio Metelli
- Wolfgang Metzger
- Stanley Milgram
- Alice Miller
- George A. Miller
- Neal E. Miller
- Walter Mischel
- Jacob Levy Moreno
- Orval Hobart Mowrer
- Georg Elias Müller
- Hugo Münsterberg
- Henry A. Murray
- Cesare Musatti
- Charles Samuel Myers

## N
- Ulrich Neisser
- Erich Neumann
- Theodore M. Newcomb
- Richard Nisbett

## O
- Rolf Oerter
- Erhard Olbrich
- Charles E. Osgood

## P
- Kurt Pawlik
- Fritz Perls
- Meinrad Perrez
- Franz Petermann
- Hilarion Petzold
- Jean Piaget
- Steven Pinker
- Robert Plomin
- Michael I. Posner
- Karl H. Pribram
- Wolfgang Prinz

## R
- Josef Rattner
- Edwin Rausch
- Dirk Revenstorf
- Carl Rogers
- Hubert Rohracher
- Marshall B. Rosenberg
- Erwin Roth
- Julian B. Rotter
- Paul Rozin
- Edgar Rubin
- David Rumelhart
- Michael Rutter

## S
- Wilhelm Salber
- Friedrich Sander
- Virginia Satir
- Hans-Dieter Schmidt
- Lothar R. Schmidt
- Reinhard Schmitz-Scherzer
- Klaus Schneewind
- Wolfgang Schneider
- Heinz Schuler
- Friedemann Schulz von Thun
- Friedrich Schumann
- Martin Seligman
- Muzafer Sherif
- Herbert A. Simon
- Burrhus F. Skinner
- Charles Spearman
- Janet T. Spence
- Kenneth W. Spence
- Ursula Staudinger
- Clara Stern
- William Stern
- Robert Sternberg
- Fritz Strack
- Werner Straub
- J. Ridley Stroop
- Carl Stumpf
- James Sully

## T
- Henri Tajfel
- Anne-Marie Tausch
- Reinhard Tausch
- Lewis M. Terman
- Paul Tholey
- Hans Thomae
- Alexander Thomas
- Edward Lee Thorndike
- Louis Leon Thurstone
- Edward Bradford Titchener
- Edward C. Tolman
- Werner Traxel
- Anne Treisman
- Endel Tulving
- John Turner
- Amos Tversky

## U
- Eberhard Ulich
- Benton Underwood
- Udo Undeutsch
- Leslie G. Ungerleider

## W
- Margaret F. Washburn
- Harald Walach
- Peter Wason
- John B. Watson
- Ernst Heinrich Weber
- David Wechsler
- Daniel Wegner
- Karl E. Weick
- Franz Emanuel Weinert
- Albert Wellek
- Max Wertheimer
- Władysław Witwicki
- Joseph Wolpe
- Robert S. Woodworth
- Wilhelm Wundt
- Lew Semjonowitsch Wygotski

## Y
- Irvin D. Yalom
- Robert Yerkes

## Z
- Robert Zajonc
- Bluma Zeigarnik
- Philip Zimbardo